# Chengdu Tianfu International Airport

i7
i11
i13
Der Chengdu Tianfu International Airport (chinesisch 成都天府国际机场, Pinyin Chéngdū tiānfǔ guójì jīchǎng, IATA-Code: TFU, ICAO-Code: ZUTF) ist ein Flughafen in Chengdu, der Provinzhauptstadt der chinesischen Provinz Sichuan. Der Flughafen liegt 51 km südöstlich von Chengdu auf dem Gebiet der kreisfreien Stadt Jianyang. Baubeginn war im Mai 2016, die Eröffnung erfolgte am 27. Juni 2021. Er ist der zweite Flughafen in Chengdu und wird parallel zu dem aktuellen Chengdu Shuangliu International Airport betrieben.
Benannt ist er nach der Entwicklungszone Tianfu New Area, in welcher er sich, wie auch das größte freistehende Gebäude der Welt, das New Century Global Center, befindet (Tianfu bedeutet Land der Fülle).

Flughafendiagramm

## Geschichte
- Im Jahr 2007 begannen die Pläne für einen neuen Flughafen für die Stadt Chengdu.
- Am 20. Juni 2013 genehmigte die Zivile Luftfahrtbehörde der Volksrepublik China die Standortauswahl.
- Am 13. Februar 2015 wurde der Flughafen offiziell auf den Namen „Chengdu Tianfu International Airport“ (chinesisch 成都天府国际机场, Pinyin Chéngdū tiānfǔ guójì jīchǎng) getauft.
- Am 16. Juni 2020 wurde die erste Landebahn fertiggestellt.
- Am 22. Januar 2021 begann offiziell die Testphase des Flughafens mit der Landung von sechs Flugzeugen. Die Flugzeuge starteten vom aktuellen Chengdu Shuangliu International Airport.
- Am 27. Juni 2021 wurde der Flughafen offiziell eröffnet.[2][3]